# Универсальные десантные корабли типа «Уосп»
Универсальные десантные корабли типа «Уосп» (wasp с англ. — «оса») — серия универсальных десантных кораблей (УДК) ВМФ США, спроектированная для высадки подразделений Корпуса морской пехоты США. Корабли этой серии являлись крупнейшими кораблями такого типа в мире до появления УДК типа «Америка».

## История строительства
УДК типа «Уосп» были разработаны по заказу командования ВМС США для замены семи десантных вертолётоносцев типа «Иводзима» и дополнения серии из пяти универсальных кораблей типа «Тарава».
Корабли этого типа были созданы специально для обеспечения транспортировки морем и высадки на необорудованное побережье полностью укомплектованного экспедиционного отряда морской пехоты (около 1900 человек), управления силами десанта и оказания ему авиационной поддержки силами эскадрильи самолётами с вертикальным взлётом.

## Подрядчик
Верфь INGALLS West фирмы Litton Systems, г. Паскагула.

## Конструкция
Проект УДК типа Уосп был разработан на базе основных архитектурно-технических решений, применённых на универсальных десантных кораблях типа «Тарава». Корпус кораблей сделан из стали и собран из четырёх модулей или блоков, которые формировались в корабль уже на стапеле.
Корабли типа «Уосп» имеют восемь палуб, три из которых (стапель-палуба, ангарная и полётная) непрерывно идут через всю длину корабля. Самолётно-вертолётный ангар длиной 112,8 м располагается в кормовой части корабля между первой и четвёртой палубой и имеет высоту 3 твиндека (8,4 м.). В нос от ангара располагаются авиамастерские.
На полётной палубе находится взлётно-посадочная площадка на 9 вертолётов (6 с левого и 3 с правого борта). На кораблях для подачи летательных аппаратов с ангарной палубы на полётную имеются 2 палубных подъёмника — один бортовой и один кормовой (оба находятся в корму от островной надстройки). Платформы бортовых подъёмников расположены за пределами полётной палубы и для обеспечения возможности прохождения через Панамский канал могут поворачиваться вертикально (располагаясь в походе вдоль борта).
Непосредственно под ангаром между четвёртой и седьмой палубами находится доковая камера размером 84,5 * 15,24 м. Её высота составляет также 3 твиндека.
В нос от доковой камеры находятся помещения техники десанта, расположенные, верхнее — в два яруса, между четвёртой и шестой палубами, а нижнее в один — между шестой и седьмой палубами. Высота ярусов равняется соответственно 2 и 1 твиндекам (5,6 м и 2,8 м.). Связь между помещениями осуществляется посредством аппарелей.
Погрузка техники на десантные корабли с пирса производится через два бортовых лацпорта, расположенных побортно на уровне шестой палубы, или верхнего яруса помещения техники десанта. С помощью аппарелей верхнее помещение техники десанта соединяется с ангарной палубой, а ангарная палуба, в свою очередь, с полётной палубой.
Под доковой камерой и помещениями техники десанта на уровне седьмой палубы располагаются помещения грузов десанта. Для выгрузки/погрузки этих грузов на корабле имеется 6 специальных элеваторов.

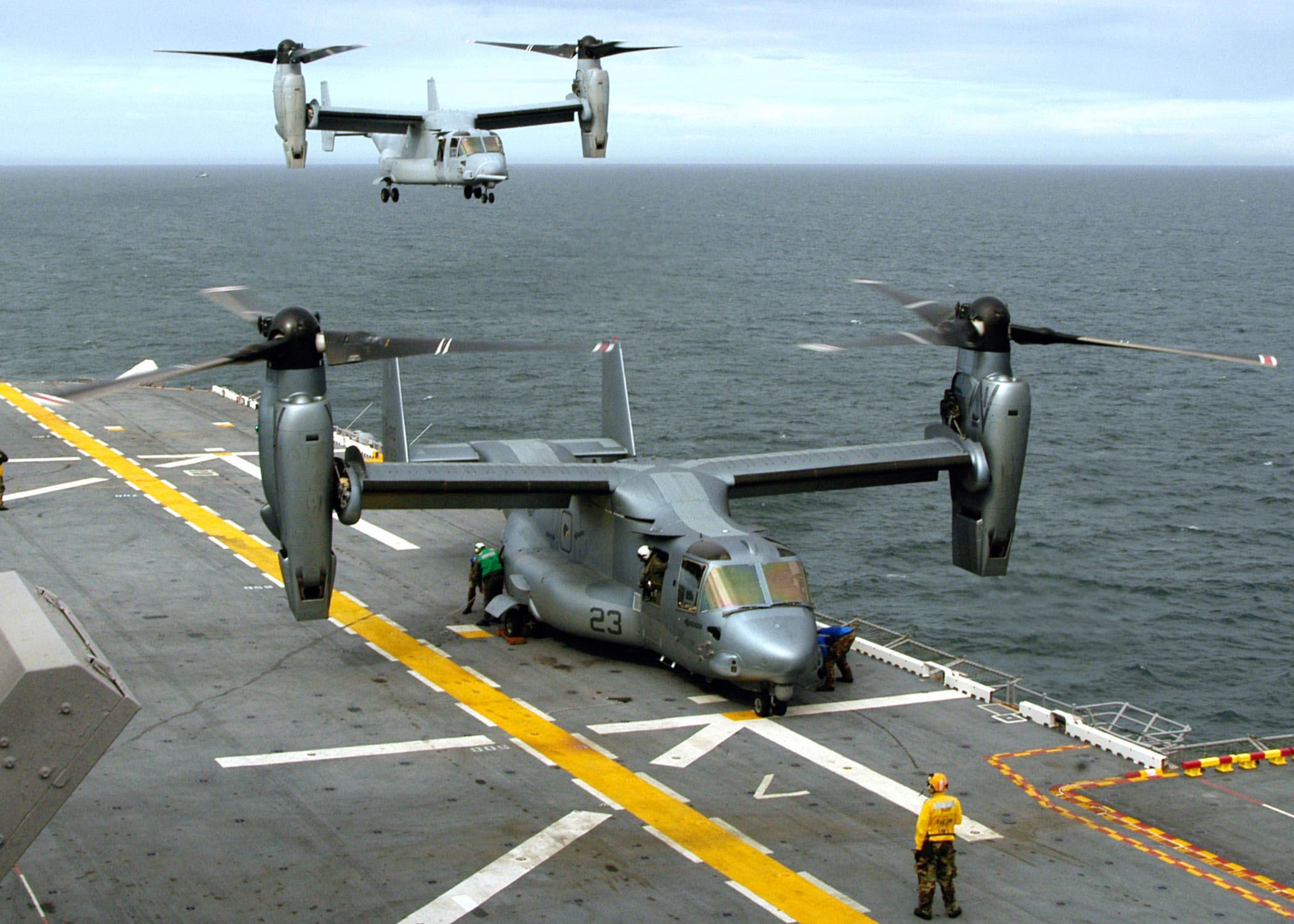
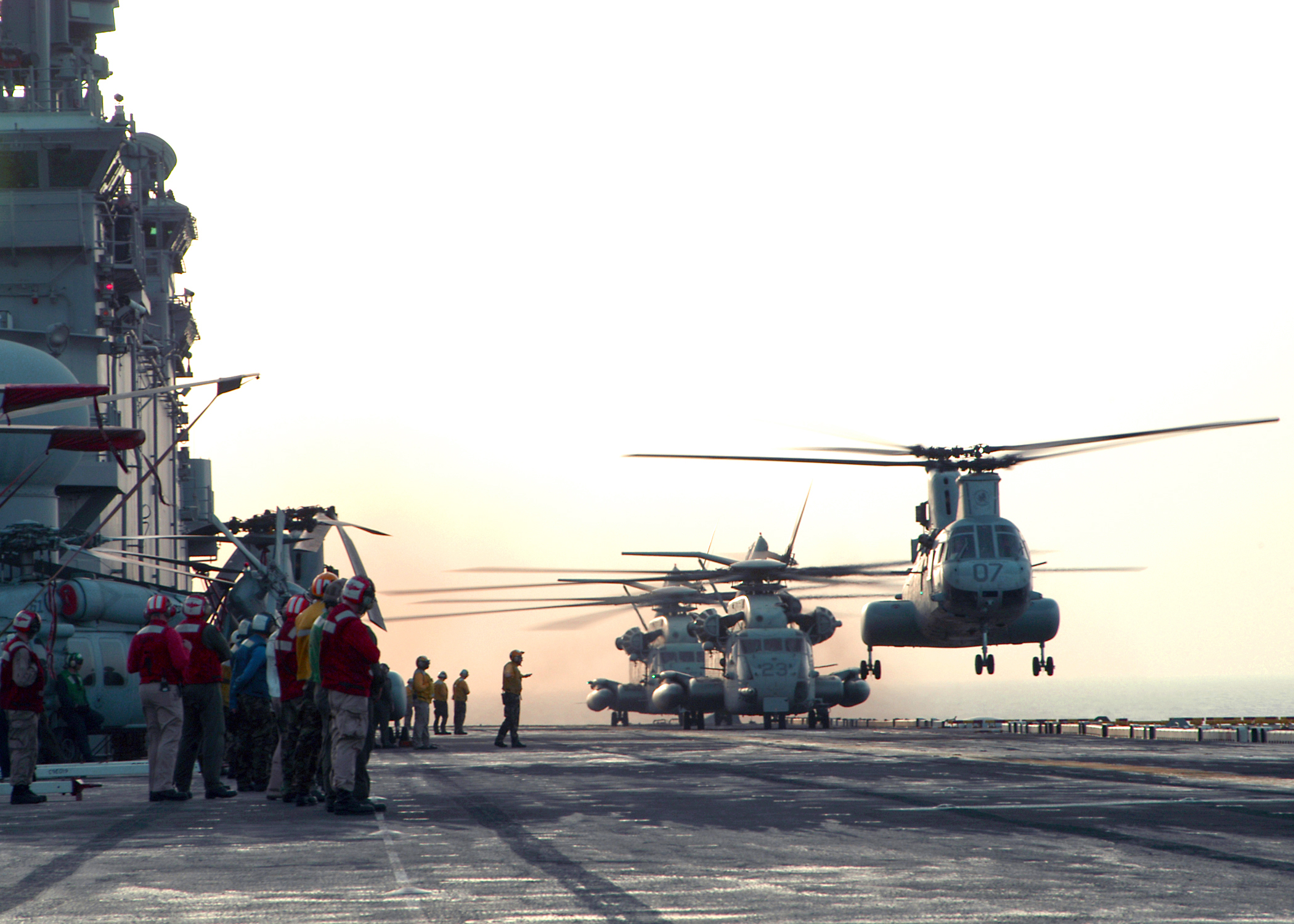
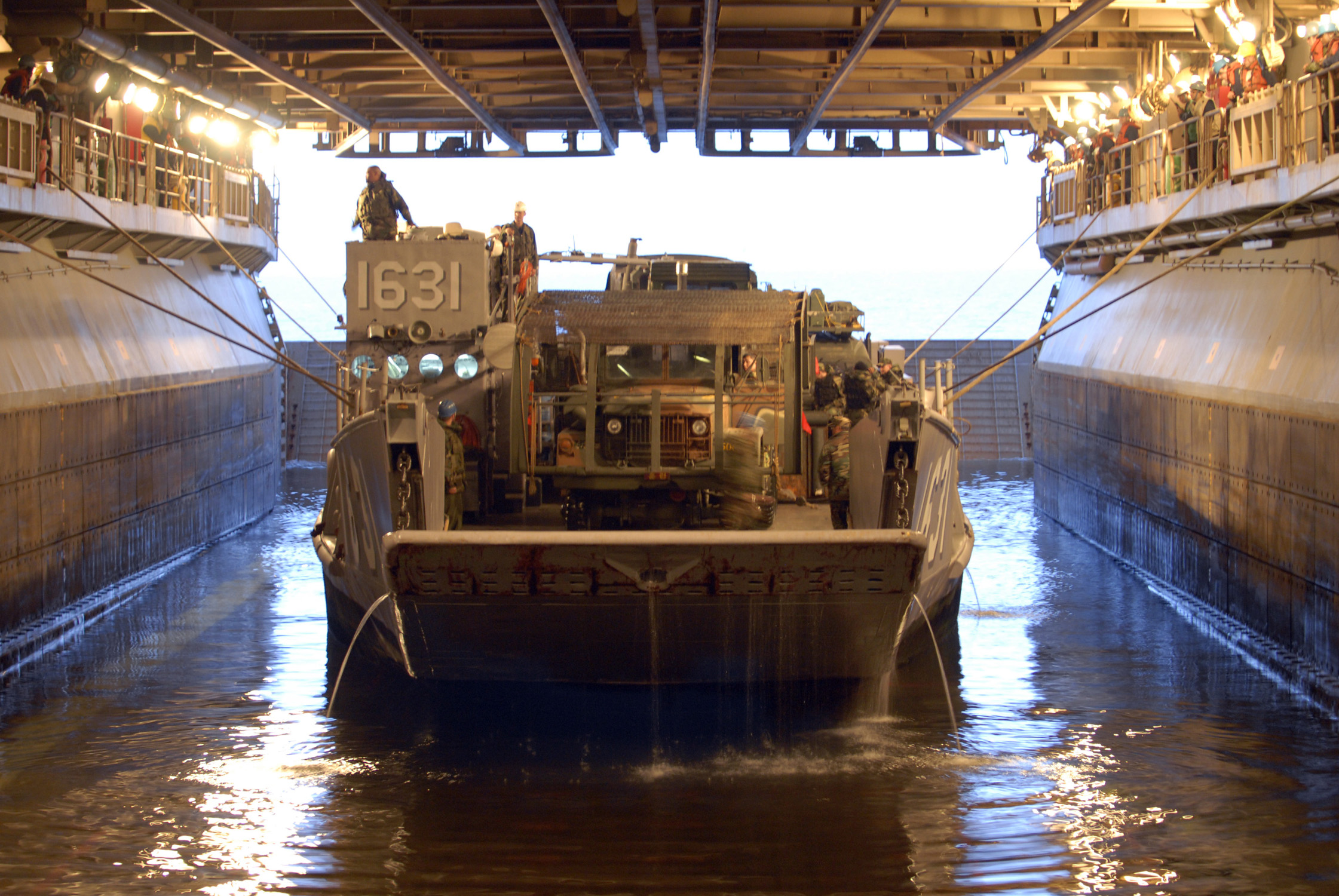

## Характеристики
1100 членов экипажа.

### Вооружение
Корабль способен разместить на себе новейшие истребители F-35, а также грузовые конвертопланы Оспрей.
Корабль может разместить до 1600 морских пехотинцев.

## Боевая служба
В сентябре 2020 года в Атлантическом океане принимал участие в масштабных военно-морских учениях «Черная вдова-2020», Их цель — подготовить ВМС США к новым вызовам — «Атлантику бороздят все более совершенные российские подводные лодки». В учениях участвовали две подлодки, два эсминца, десантный корабль USS Wasp с двумя эскадрильями вертолетов MH-60R и патрульный противолодочный самолет P-8A.

## Галерея

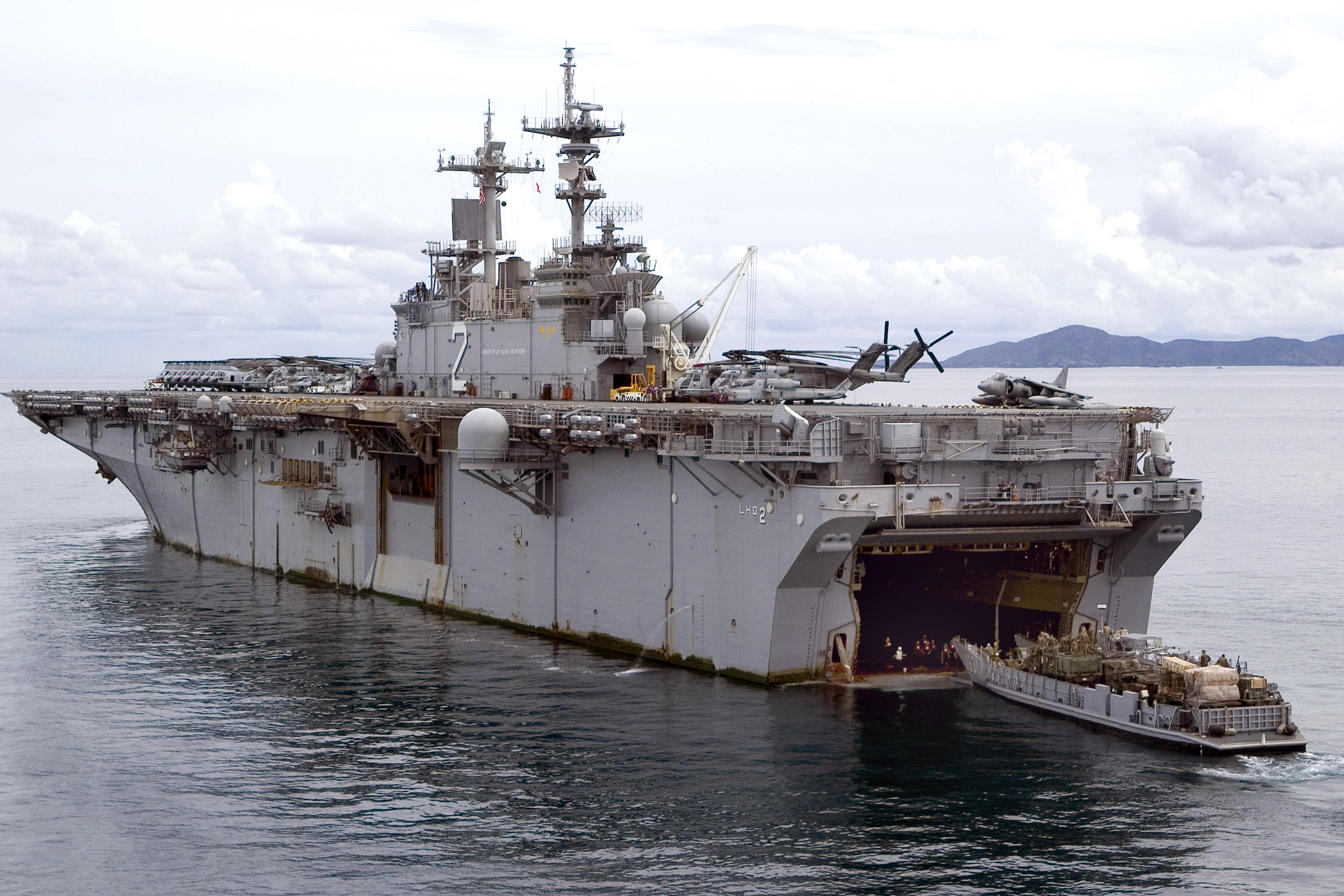
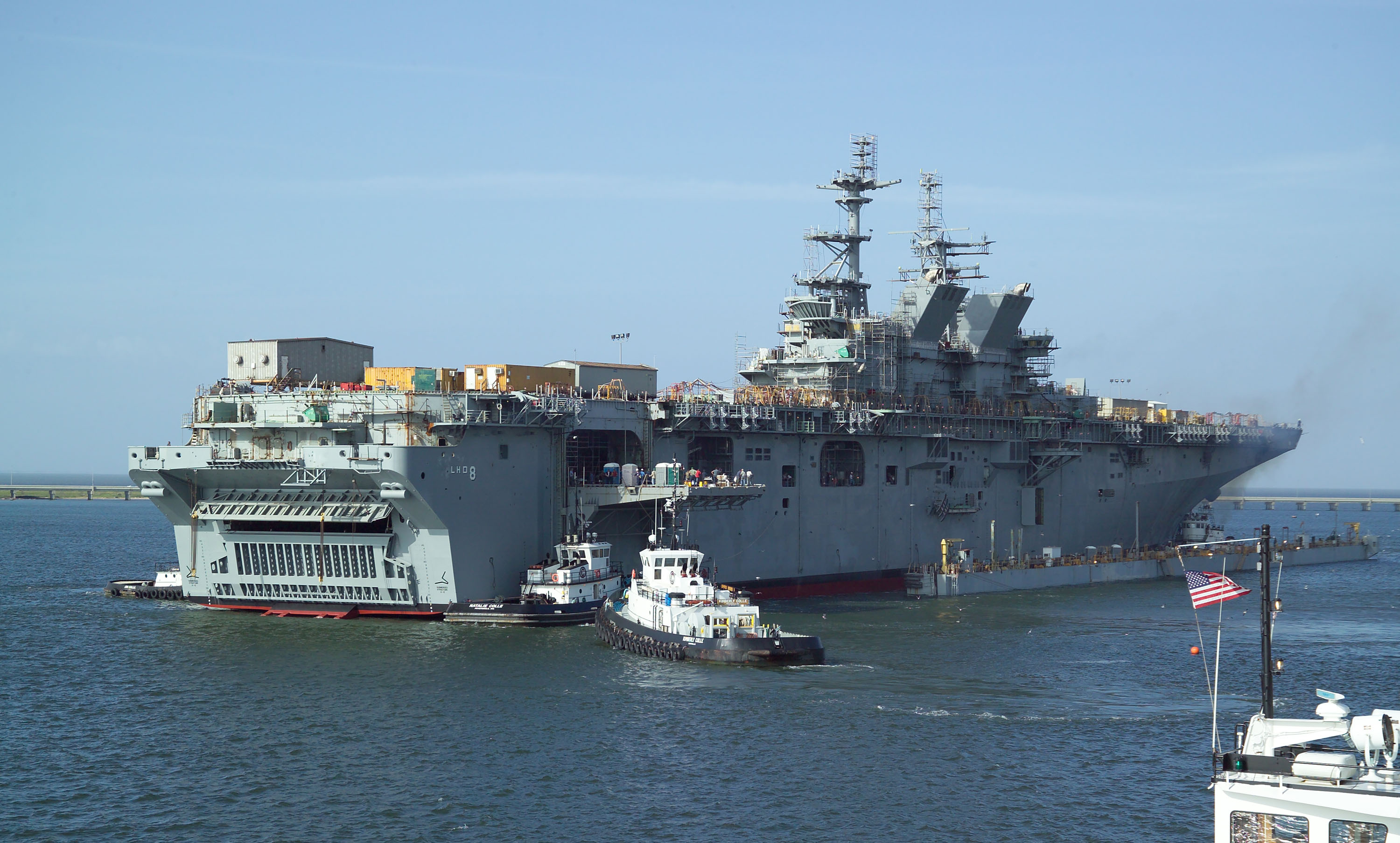
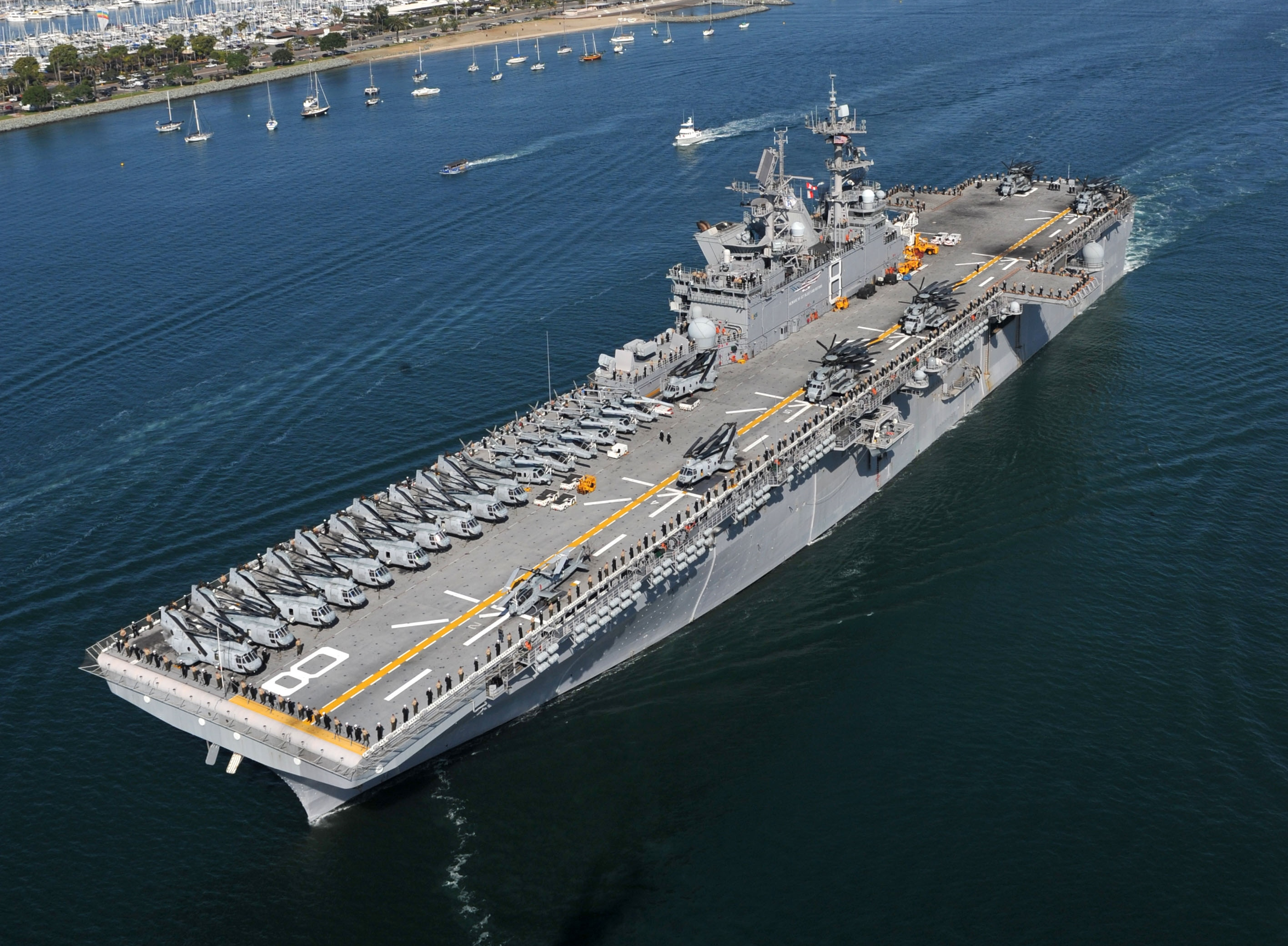

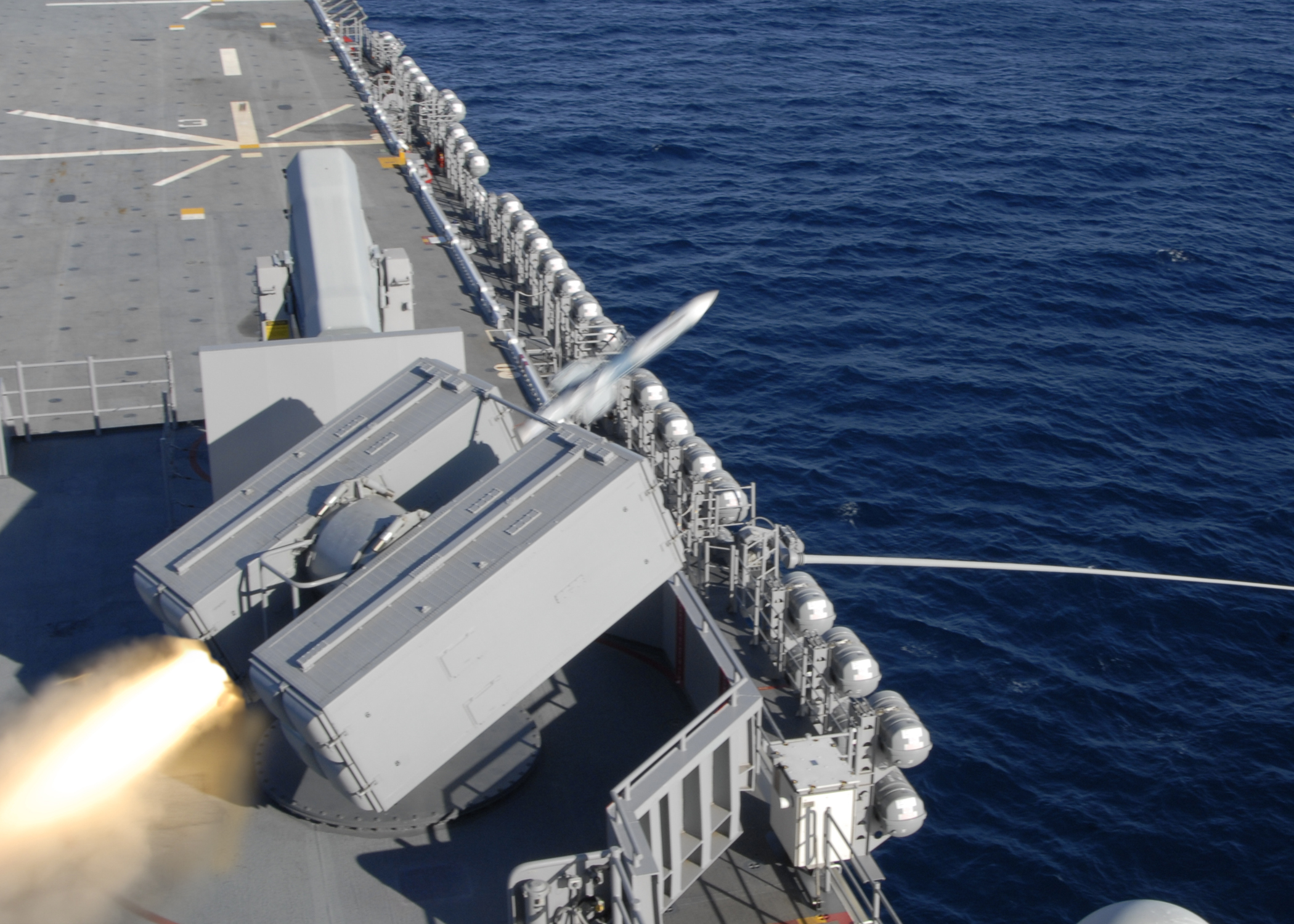
Ракета Sea Sparrow стартует с USS Makin Island
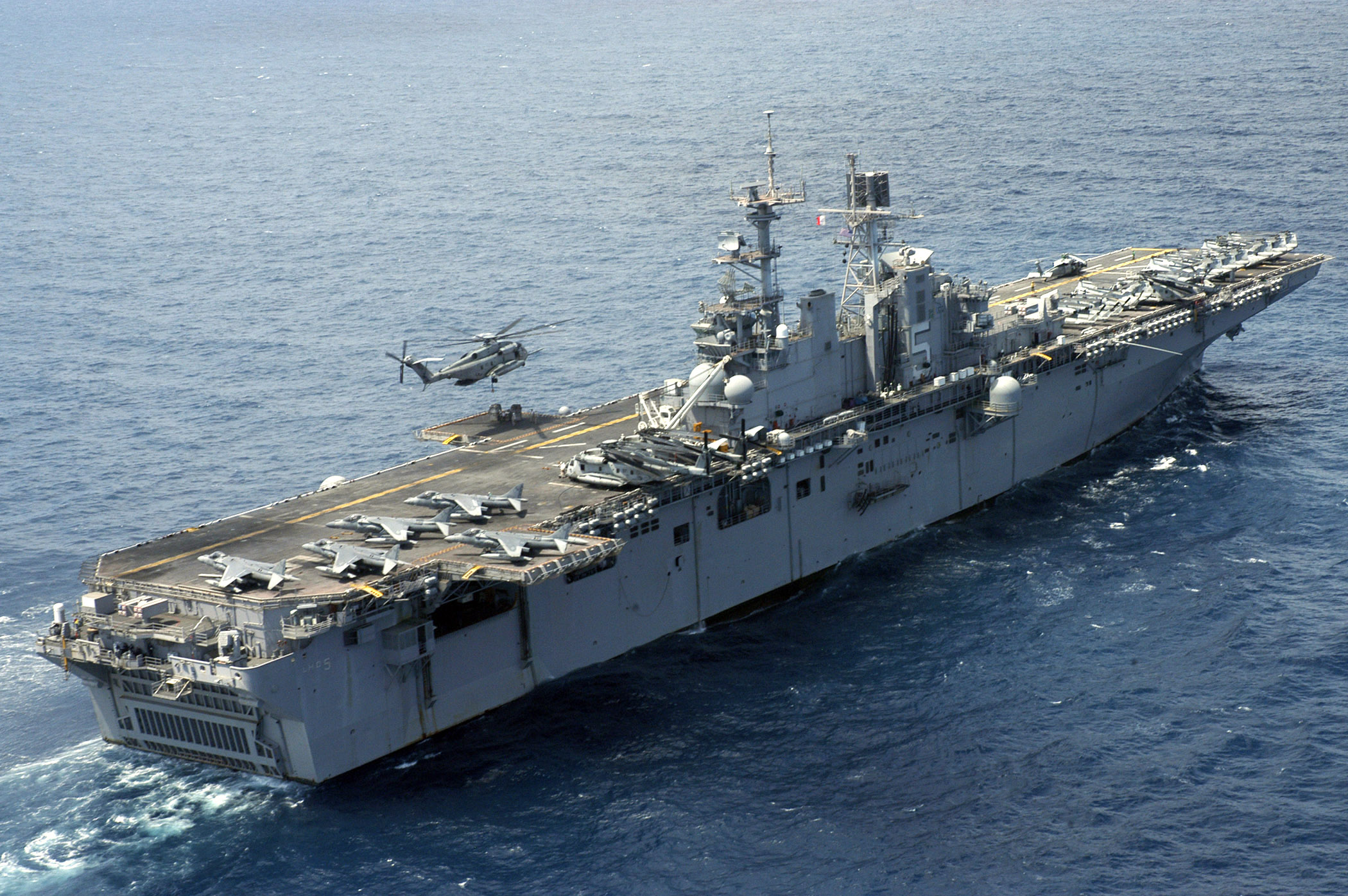
CH-53E Super Stallion садится на USS Bataan
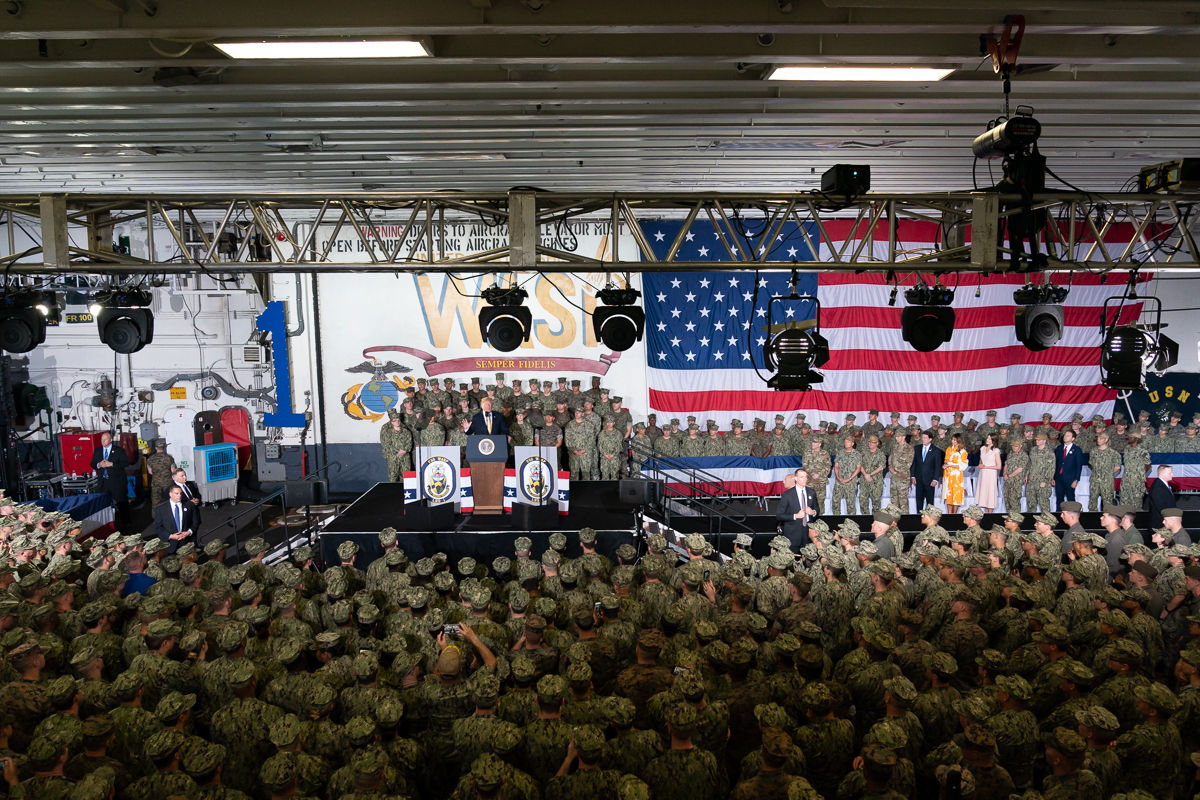
Президент Д. Трамп и первая леди М. Трамп на борту USS Wasp

## Состав серии
| Название         | Номер | Заложен    | Спущен     | В строю    | Статус                                        |
| ---------------- | ----- | ---------- | ---------- | ---------- | --------------------------------------------- |
| Wasp             | LHD-1 | 30.05.1985 | 04.08.1987 | 29.07.1989 | В строю                                       |
| Essex            | LHD-2 | 20.03.1989 | 23.02.1991 | 17.10.1992 | В строю                                       |
| Kearsarge        | LHD-3 | 06.02.1990 | 26.03.1992 | 16.10.1993 | В строю                                       |
| Boxer            | LHD-4 | 18.04.1991 | 13.08.1993 | 11.02.1995 | В строю                                       |
| Bataan           | LHD-5 | 22.06.1994 | 15.03.1996 | 20.09.1997 | В строю                                       |
| Bonhomme Richard | LHD-6 | 18.04.1995 | 14.03.1997 | 15.08.1998 | выгорел в результате возгорания, утилизирован |
| Iwo Jima         | LHD-7 | 12.12.1997 | 04.02.2000 | 30.06.2001 | В строю                                       |
| Makin Island     | LHD-8 | 14.02.2004 | 22.09.2006 | 24.10.2009 | В строю                                       |

### Пожар на УДК «Боном Ричард»

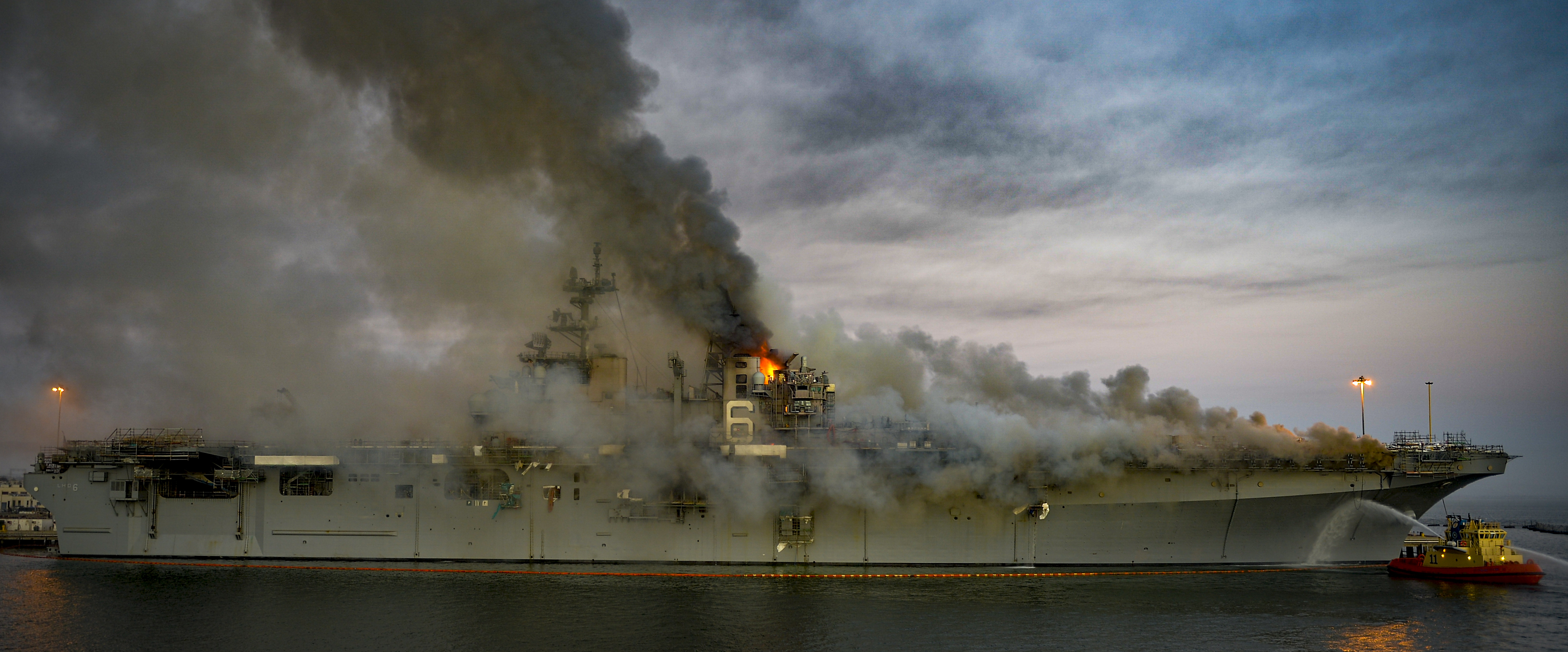
Bonhomme Richard в огне, 12 июля 2020 года

12 июля 2020 года около 8:50 утра на борту корабля USS Bonhomme Richard (LHD-6), находившегося в порту приписки на базе ВМС США в Сан-Диего (штат Калифорния), начался пожар.
В момент чрезвычайного происшествия корабль проходил плановое техобслуживание, на борту находилось 160 человек.
На борту УДК отсутствовало вооружение, но в баках находилось более 3700 тонн топлива.
Вероятной причиной пожара является взрыв, произошедший при выполнении работ.
Возгорание произошло в грузовом отсеке корабля на нижней палубе Deep V, на которой хранилось большое количество имущества и техника морской пехоты, затем огонь перекинулся на док и находящийся над ним ангар авиакрыла.
Огнем был охвачен ангар и несколько палуб.
Для локализации возгорания были задействованы шесть пожарных катеров и несколько десятков береговых команд спасателей. Помимо пожарных судов, были задействованы три вертолёта. Береговая охрана установила вокруг военного корабля зону безопасности диаметром 1 морская миля (1,9 км) и высотой 3000 футов (910 м), а гражданские власти советовали местным жителям оставаться в своих домах, чтобы избежать клубящегося едкого дыма.

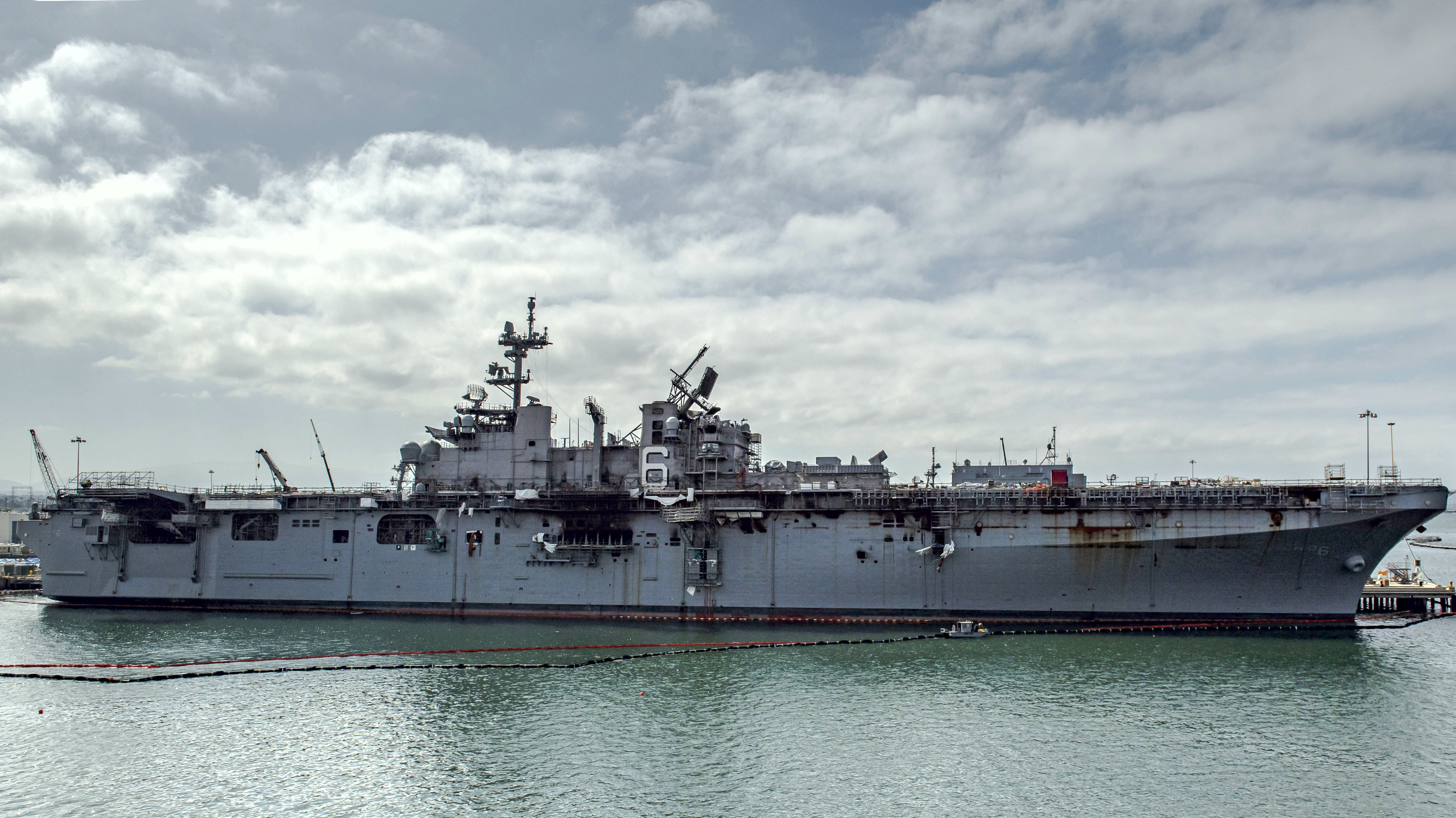
Поврежденный корабль после тушения пожаров, 16 июля 2020 года

Спустя сутки большая часть островной надстройки (в частности, мостик и мачта), выполненной из алюминиевого сплава, выгорела и обрушилась. Спустя 29 часов, в ходе тушения пожара, корабль осел носом.
16 июля, через пять дней после взрыва, флот объявил, что пожар полностью потушен.
Пострадало 63 человека, в том числе 40 моряков и 23 гражданских лица.
Огонь и вода нанесли ущерб 11 из 14 палуб; секции полетной палубы и других палуб были сильно деформированы.
В декабре 2020 года было официально объявлено, что восстановление корабля не планируется, и он будет списан (на его восстановление потребовалось бы от 2,5 до 3,2 миллиарда долларов, а сам ремонт займет от пяти до семи лет, что крайне невыгодно).